# محمد البيتاوي
محمد عبدالله البيتاوي، (أبو رأفت، 1944-2021) هو كاتب، وروائي، وناشر فلسطيني صاحب دار الفاروق للنشر في نابلس. توفي في الثامن عشر من نوفمبر/تشرين الثاني عام 2021 إثر إصابته بمرض سرطان العظم.

## نشأته وعمله
وُلدَ البيتاوي عام 1944 في نابلس، وعمل تاجرًا بالإضافة إلى كونه كاتبًا وناشرًا، وهو من مؤسسي مسرح الزيتون الذي أغلقته سلطات الاحتلال أثناء عرض المسرحية الأولى "بائع الصبروفي" المأخوذة عن مسرحية الكاتب السوري سعد اللـه ونوس، وكان البيتاوي من المؤسسين لاتحاد الناشرين الفلسطينيين الذي أعلن عنه رسميًا عام 1997، وشغل رئاسته. كما وأسس دار الفاروق للنشر في نابلس، وعمل على تخصيص جائزة "دار الفاروق للرواية" التي نظمتها الدار حيث كانت تعمل على تكريم مجموعة من الكتاب وطباعة رواياتهم.

## مؤلفاته
للبيتاوي عددًا من الكتب والمجموعات القصصية والروايات منها:
- دعوة للحب.
- مرسوم لإصدار هوية، أوراق منسية.
- ثلاثية: فصول من حكايا بلدنا، المهزوزون، الصراصير.
- شارع العشاق.
- كتاب في أدب الرحلات بعنوان أيام الشارقة.
- رواية أوراق خريفية.